# Trypucie (przystanek kolejowy)

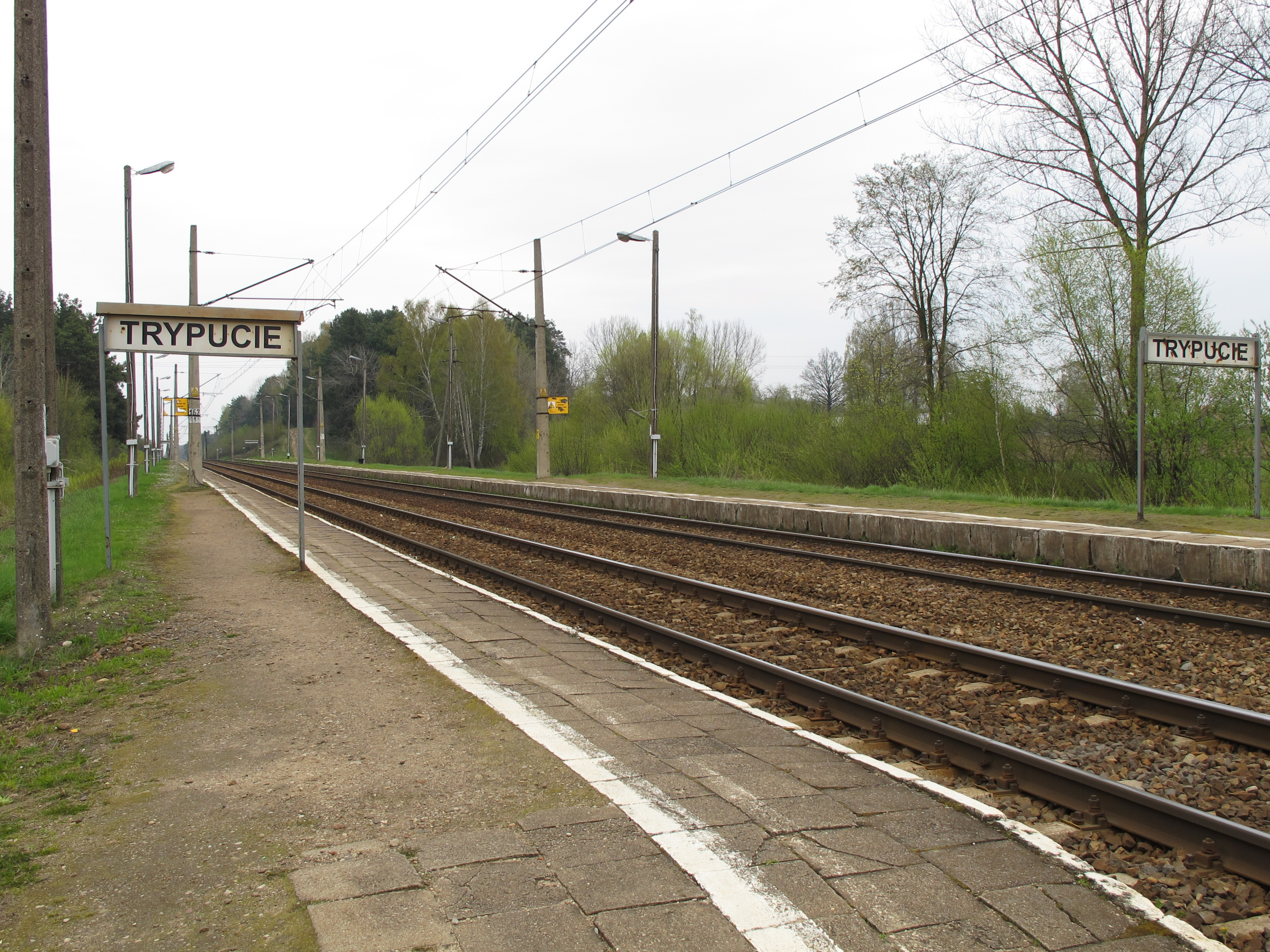
Zdjęcie peronu stacji przed przebudową z 2024 r.

Trypucie – przystanek kolejowy w Trypuciach, w województwie podlaskim, w Polsce. Położony jest na linii kolejowej Warszawa – Białystok.

## Ruch pasażerski[1]
| Rok  | Wymiana pasażerska na dobę |
| ---- | -------------------------- |
| 2017 | 20-49                      |
| 2018 | 20-49                      |
| 2019 | 20-49                      |
| 2020 | 20-49                      |
| 2021 | 20-49                      |
| 2022 | 20-49                      |
| 2023 | 20-49                      |

## Połączenia
- Białystok
- Łapy
- Małkinia
- Szepietowo